# Werner Kirchert
Werner Kirchert (* 4. Oktober 1906 in Halle an der Saale; † 10. Dezember 1987 in Eitorf) war ein deutscher Arzt, SS-Obersturmbannführer (1942) und leitender Mediziner beim Inspekteur der Konzentrationslager.

## Leben
Kirchert besuchte das Humanistische Stadtgymnasium in Halle und legte 1927 das Abitur ab. Danach studierte er drei Semester Meteorologie und danach Medizin an der Martin-Luther-Universität Halle. Er wurde Mitglied der Burschenschaft Salingia Halle. Das Studium schloss er Ende 1933 ab und erhielt am 28. Dezember 1934 seine Approbation. Seine Dissertation mit dem Titel: Zur Differentialdiagnose des Chloroms und des Sympathogonioms erschien 1934. Am 5. Januar 1935 wurde er zum Dr. med. promoviert.
Am 1. November 1933 trat Kirchert der SS (SS-Nummer 245.540) bei, für die er nebenamtlich als SS-Arzt tätig wurde. Am 13. Mai 1937 beantragte er die Aufnahme in die NSDAP und wurde rückwirkend zum 1. Mai desselben Jahres aufgenommen (Mitgliedsnummer 5.020.760). Ab dem 1. Juni 1936 war er hauptamtlich als Lagerarzt im KZ Sachsenburg eingesetzt. Kirchert wurde 1937 Lagerarzt in Dachau und wechselte von dort im November 1937 als Standortarzt ins KZ Buchenwald, wo er bis Ende November 1938 tätig war. Eugen Kogon schildert ihn neben Hans Eisele als einen der schlimmsten Lagerärzte in Buchenwald. Kirchert führte ab 1. Mai 1937 stellvertretend die 1. Sanitätsstaffel der SS-Totenkopfverbände Oberbayern und leitete ab 1. November 1937 die Sanitätsstaffel der SS-Totenkopfverbände Thüringen. Am 1. Dezember 1938 übernahm er ein Kommando an der Nervenklinik der Berliner Charité. Den Posten eines Direktors der NS-Tötungsanstalt Grafeneck lehnte er 1939 ab. Auf seinen Vorschlag wurde sein ehemaliger Schulkamerad Horst Schumann dortiger Leiter.
Nach Beginn des Zweiten Weltkrieges wurde Kirchert im Oktober 1939 zur SS-Division Totenkopf versetzt, wo er die 2. Sanitätskompanie leitete. Ab 1. April 1940 war er bei der Inspektion der Konzentrationslager (IKL) als leitender Arzt eingesetzt und kehrte im August 1940 zur SS-Division Totenkopf zurück, wo er bis Februar 1941 eingesetzt war. Im Mai 1941 wurde er persönlicher Referent des Reichsärzteführers Leonardo Conti. Anfang Januar 1943 wurde er im Reichssicherheitshauptamt (RSHA) als Leiter des Sanitätswesens beim Chef der Sicherheitspolizei und des Sicherheitsdienstes, Amt I. eingesetzt. Zugleich war er Stellvertreter des Leiters im Kriminalbiologischen Institut der Sicherheitspolizei. Zusätzlich war er ab dem 17. September 1943 als leitender Arzt beim Höheren SS- und Polizeiführer (HSSPF) Elbe und ab Mitte November 1944 als Gruppenarzt bei der Einsatzgruppe H in Pressburg eingesetzt.
Nach Kriegsende wurde Kirchert im Arbeits- und Festhaltelager Eichstätt interniert. Vor dem Schwurgericht am Landgericht München wurde er am 11. Juni 1953 zu viereinhalb Jahren Zuchthaus verurteilt. Später wurde er Geschäftsführer bei der O.W.G-Chemie in Kiel. Ein von der Staatsanwaltschaft Würzburg eingeleitetes Ermittlungsverfahren wurde 1995 nach dem Tod Kircherts eingestellt.